# Remicourt (Vosges)
Remicourt település Franciaországban, Vosges megyében. Lakosainak száma 63 fő (2022. január 1.). Remicourt Baudricourt, Domèvre-sous-Montfort, Estrennes, Mirecourt, Offroicourt, Rouvres-en-Xaintois és Thiraucourt községekkel határos.

## Népesség
A település népessége az elmúlt években az alábbi módon változott:
| Lakosok száma | 74   | 67   | 65   | 66   | 64   | 67   | 66   | 64   | 63   |
|               | 2013 | 2015 | 2016 | 2017 | 2018 | 2019 | 2020 | 2021 | 2022 |